# Ghiacciaio Massam
Il ghiacciaio Massam è un ghiacciaio lungo circa 20 km situato sulla costa di Shackleton, all'interno della regione sud-occidentale della Dipendenza di Ross, nell'Antartide Orientale. Il ghiacciaio, il cui punto più alto si trova a circa 1400 m s.l.m., si trova in particolare all'estremità nord-occidentale dei monti del Principe Olav, una catena a sua volta facente parte dei monti della Regina Maud, dove fluisce verso nord scorrendo tra gli speroni Longhorn, a est, e gli speroni Waldron, a ovest, fino ad andare ad alimentare la barriera di Ross poco a est del ghiacciaio Shackleton.

## Storia
Il ghiacciaio Hewson è stato scoperto durante la spedizione Nimrod (conosciuta anche come spedizione antartica britannica 1907-09), condotta dal 1907 al 1909 e comandata da Ernest Shackleton, ma è stato così battezzato solo in seguito dalla squadra meridionale di una spedizione neozelandese di ricerca antartica svolta nel 1963-64 in onore di D. Massam, uno dei membri della spedizione.